# Jamie Walters
James "Jamie" Walters (født 13. juni 1969 i Boston) er en amerikansk skuespiller og musiker.
Walters er mest kendt for sin rolle i tv-serien Beverly Hills 90210, hvor han spillede Donnas guitarspillende kæreste Ray Pruit. Dette var i 1994. Han havde i forbindelse med sin rolle som Ray Pruit sit eneste større hit, sangen Hold On. Endvidere har Jamie Walters' rolle i B.H. 90210 inspireret til navnet på bandet, Band of Ray Pruitt.
Han arbejder i dag fuldtids som brandmand ved Los Angelses City Fire Department og er gift med Patty Walters med hvem han har 3 børn.